# پونه
پونه (نام علمی: Mentha pulegium)) پونه معطر یا خالواش از گیاهان خانواده نعنائیان یا Lamiaceae است. گیاهی است از سرده نعنا و تیره لب گلی‌ها و له شده برگ‌های آن عطر نعنا دارد. پونه جزو داروهای مورد استفاده در طب سنتی، قاعده‌آور، سقط‌کننده جنین، و جزو گیاهان دارویی است، اما برای کبد سمی است و باعث مرگ برخی از افراد شده است. اسانس آن در صنعت عطر‌سازی کاربرد دارد و دارای ماده سمی پولِگون است
به گل‌های کوچک معطر به رنگ صورتی یا بنفش که به صورت گروهی در بغل برگ و ساقه پونه در تابستان ظاهر می‌شوند و مصرف دارویی و خوراکی دارند، گُل‌پونه می‌گویند.
در روستاهای مازندران به اسم اوجی معروف است. و از دیرباز در گیلان با نام خالواش شناخته می‌شده است. پونه معطر گونه‌ای خزان پذیر و چند ساله از گیاهان گلدار خانواده نعناعیان است که بومی اروپا، شمال آفریقا و خاورمیانه است. برگ‌های تازه و خشک پونه معطر دارای مصارف غذائی و داروئی زیادی می‌باشد. اسانس آن در رایحه درمانی استفاده می‌شود. این گیاه توسط بذر، قلمه، ساقه زیر زمینی، تقسیم بوته تکثیر می‌شود. گیاه خالواش با ارزش سودمند محلی، تجاری و صنعتی می‌باشد که می‌توان با شناسایی، معرفی و ترویج کشت این گیاه علاوه بر حفظ فرهنگ بومی منطقه به رونق گردشگری استان گیلان نیز توجه نمود.

## گونه‌های موجود جنس Mentha
در جهان ۲۵ گونه و هیبریدهای زیادی برای جنس منتا معرفی شده است. این جنس در ایران ۶ گونه علفی، چندساله و معطر دارد. گونه Mentha mazaffarianii انحصاری ایران است.
Mentha piperata یا نعناع فلفلی (mint pepper) از گونه‌هایی است که در بیشتر فارماکوپه‌ها از آن یاد شده است و هیبریدی است که به صورت طبیعی از تلاقی spicata .M x aquatica.M حاصل شده است و به‌طور گسترده به عنوان طعم دهنده استفاده می‌شود.
Mentha arvensis گونه ای ارزشمند با گل‌های صورتی یا سفید است که منتول لازم برای سیگار ضد آسم از آن تهیه می‌شود.
(mint water) Mentha aquatica نوعی علف هرز در مناطق غرقابی بوده که دارای ساقه ای به‌طور معمول قرمز رنگ و گل‌های بنفش است.
Mentha gracilis هیبریدی است که برای تهیه روغن Spearmint کشت می‌شود.
Mentha longifolia با نام مترادف Mentha sylvestris دارای برگ‌های باریک و به شدت معطر و گل‌های ارغوانی است.
Mentha spicata نعناع سبز یا معمولی گیاهی علفی است با ارتفاع یک متر، که از گل‌های صورتی یا سفید واقع در گل آذین انتهایی به عنوان طعم دهنده استفاده می‌شود.
Mentha suaveolens گیاهی با برگهای به شدت کرکی، و گل‌های سفید تا صورتی است که در تهیه سس نعناع یا انگبین استفاده می‌شود.

## سم‌شناسی
اسانس پونه بسیار غلیظ و حتی در مقادیر کم سمی و کشنده است.
گزارش‌هایی از مرگ بیمارانی که به علل مختلف از اسانس غلیظ آن استفاده کرده‌اند وجود دارد. روغن پونه (اسانس غلیظ پونه) حاوی ۸۰ تا ۹۲ درصد سیکلو هگزانون پولگون است. پولگون همان مولکولی است که عطر و طعم نعناعی را ایجاد می‌کند و در افرادی که آن را مصرف می‌کنند باعث ایجاد انواع بیماری‌ها می‌شود.
علائمی که ممکن است بعد از مصرف یک دوز کوچک (۱۰ میلی لیتر) از روغن پونه ایجاد شود شامل تهوع، استفراغ، درد شکم و سرگیجه می‌شود. مصرف دوز بیشتر می‌تواند باعث از کار افتادگی چندین ارگان بدن شده و منجر به مرگ شود.
کنگره آمریکا درخواست نموده است که استفاده آن برای زنان حامله منع شود.

## کاربردهای پونه
از پونه معمولاً به عنوان حشره کش و دفع کننده آفت استفاده می‌شود. از این گیاه برای دور نگه داشتن کک از حیوانات خانگی و همچنین بر روی انسان برای جلوگیری از زخم و پشه استفاده می‌شود. بعضی از انسان‌ها برای دفع حشرات لباس یا جیب خود را به روغن پونه آغشته می‌کنند.
در یک مطالعه کاربرد حشره کشی گیاه دارویی پونه کوهی (Mentha longifolia L) در ایران مورد بررسی قرار گرفت. طبق نتایج آن میزان LC50 پونه کوهی در مقایسه با سایر گیاهان بسیار کم می‌باشد که باعث سمیت بیشتر برای حشرات است. همچنین میزان مرگ و میر ۶ / ۹۶ درصد در حشرات برای پونه گزارش شده است؛ بنابراین با توجه به تأثیر بالای اسانس پونه کوهی بر میزان مرگ و میر حشرات، این گیاه م یتواند به عنوان یک حشره کش گیاهی برای کنترل آفات، استفاده شود.
در طول تاریخ از پونه برای معطر کردن چای‌های گیاهی و غذاها استفاده می‌شده است. از دمنوش پونه برای درمان سرماخوردگی، تب، سرفه، سوء هاضمه، مشکلات کلیوی و کبدی و سردرد استفاده می‌شود. از برگ‌های تازه یا خشک شده پونه نیز برای درمان آنفلوانزا، گرفتگی شکم، القای تعریق و همچنین در درمان بیماری‌هایی مانند آبله و سل استفاده می‌شود. برای تهیه دمنوش پونه، برگ‌های آن را در آب داغ دم می‌کنیم. غلظت مواد شیمیایی سمی در این چایها نسبت به روغن پونه کمتر است. توصیه می‌شود افراد فقط به‌طور دوره ای چای پونه بنوشند، زیرا این کار بر روی بدن ضرر دارد و نباید به‌طور مرتب نوشیده شود. مصرف چای پونه برای نوزادان و کودکان می‌تواند کشنده باشد.
پونه به سبب وجود اسانس عاملی ضد نفخ و بادشکن است و کسانی که از نارسائی یا نفخ دستگاه گوارش رنج می‌برند می‌توانند با مصرف این سبزی ناراحتیهای خویش را درمان سازند پونه از تصلب شرایین جلوگیری می‌کند و در نتیجه مصرف‌کنندگان این سبزی معطر دچار سکته نخواهند شد دم کرده پونه بسیار خوشمزه و معطر است و اشتهاآور است و کودکان رنجور را درمان می‌کند پونه با دربرداشتن موادی چون مانتول، لیمونن، ری بنتین و الکلهایی مانند استات مانتیل در تقویت اعصاب و رفع تحریکات و تشنج‌های عصبی بسیار مؤثر است و مثل یک داروی آرامش بخش اثر می‌کند.

## کاربرد در آشپزی و پزشکی

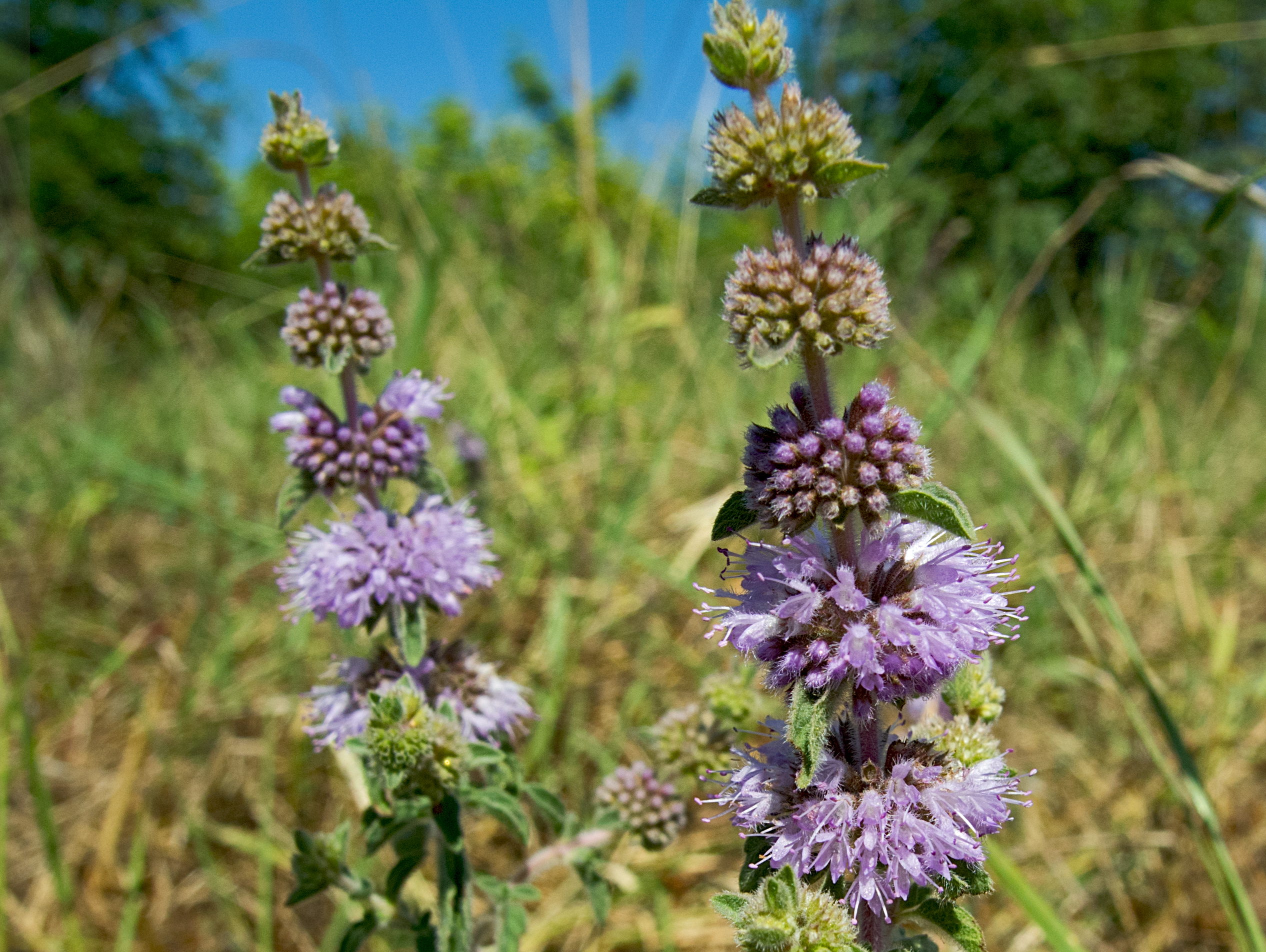
گیاه پونه

در یونان باستان و در روم قدیم کاربرد داشته و یونانیان برای معطر کردن شراب از آن استفاده می‌کردند. در کتاب آشپزی رومیان (اِپیسوس)∗ این گیاه را به همراه فودنج کوهی و انجدان رومی و گشنیز در بسیاری از دستورهای غذائی بکار می‌بردند. امروزه مصرف کمی در آشپزی دارد.
هرچند روغن پونه بسیار سمی است، اما مصرف این گیاه به صورت تازه و خشک متداول است. مهاجرین اولیه در آمریکا از پودر خشک شده آن برای دفع حشرات استفاده می‌کردند. در تاریخچه انجمن سلطنتی لندن خاطرنشان شده است که این انجمن استفاده از پونه را برای کشتن مار زنگی پیشنهاد داده است.
مصرف داروئی آن بیشتر برای خاصیت آرامبخشی و رفع سوءهاضمه و روان‌کننده عادت ماهانه، و گاهی برای تسریع سقط جنین بوده است.
همچنین کاهش نفخ معده را نیز، از خواص آن ذکر می‌کنند.
دم کرده برگ و گل آن در دل‌درد∗ و آنفلوانزا مؤثر است.
پونه کوهی از نظر طب سنتی ایران، طبیعتی گرم و خشک دارد. برای رفع سنگینی معده، نفخ و مشکلات کبدی توصیه می‌شود، آرامش بخش و مناسب برای رفع خستگی است. دم کرده پونه برای اسهال و مشکلات عصبی اختلالات گوارشی مفید و مؤثر است. برای هضم غذا و برطرف کردن سکسکه مفید است. ضدعفونی کنندة مجاری تنفسی است و مناسب برای درمان بیماری‌های ریوی از جمله تنگی تنفس، آسم و سرفه است و همچنین مؤثر در درمان سرماخوردگی است.

## ترکیبات شیمیایی
از نظر ترکیبات شیمیایی در گیاه وجود اسانس روغنی فرار یا روغن مانتول گزارش شده است که مقدار آن در حدود ۹/ ۰–۸/ ۰ درصد می‌باشد. (در نمونه‌هایی که در کشمیر روییده است). این ترکیب مسئول بسیاری از اثرات دارویی این گیاه است. اسانس روغنی فرار پونه شامل ۸۰ درصد ماده پولگون است. از اسانس روغنی پونه در اثر احیای ماده دی- پولگون و نوعی مانتول به نام راسمیک مانتول می‌گیرند. به علاوه در اعضای این گیاه مقداری تانن‏، مواد رزینی و قند نیز وجود دارد.

## ریشهٔ واژه
ریشهٔ پونه «پوتونک» بوده که به پوتونه (یا پوتینه)، فودنه، پودنه، فودنج، یا فود، دگرگون شد و همینک واژه پونه در زبان فارسی معیار استفاده می‌شود.
در تهران قدیم پوتونه می‌نامیدندش. در کردی پوونگه، در اردو پودینه، در لری پیدِن، در لری بختیاری پینِه و در مازندرانی و در ترکی یارپوز، در جنوب غربی ایران (شوشتر، دزفول) بدان پیتنک می‌گویند.

## شهرهای رویش پونه
از باغ‌ها جمع‌آوری می‌شود و کوهی آن در شمال هند و micromeria capitellata benth که در هند و غرب هیمالیا می‌روید.